# 二分間憎悪
二分間憎悪（にふんかんぞうお、Two Minutes Hate）とは、ジョージ・オーウェルのディストピア小説『1984年』に登場する架空の行事。作中の専制国家オセアニアの党員たちは毎日仕事を中断してホールに集まり、大きなテレスクリーンの前で、党と人民の敵（特にエマニュエル・ゴールドスタインとその一味ら）が登場する映像を見せられ、画面上の敵の姿や敵の思想に対してありったけの憎悪を見せなければならない「日課」である。

## 作中での扱い
二分間憎悪でテレスクリーンに流される映像や音響は党員たちの心に反射的な恐怖と憤怒を沸き起こらせる。「油の切れた巨大な機械がきしむような身の毛もよだつ摩擦音」が爆発的に轟くのと同時に映像が始まり、党の裏切り者で人民最大の敵エマニュエル・ゴールドスタインの姿が現れ、党員たちは非難の唸り声をあげ、やがて30秒もたたないうちに怒号をあげるようになる。映像の中のゴールドスタインは誇張されたような調子で党の独裁や「ビッグ・ブラザー」への非難、集会や言論の自由の称賛、戦争の無条件講和などをまくしたてる。その後ろではオセアニアと交戦中の超大国（ユーラシアであることもあれば、イースタシアであることもある）の兵士たちが行進を続ける映像が流れており、売国奴ゴールドスタインの背後に敵国があることを強調する。
これらを見せられて熱狂的に憎悪をつのらせた党員が飛び上がったりテレスクリーンに物を投げつけるなどの暴力行為も発生する。普段はおとなしい主人公のウィンストンも含め国民は、番組や周囲の空気に完全に同化し、恍惚感や破壊欲に貫かれ、絶叫しながらゴールドスタインに憎悪の矛先を向けるようになる。番組の終盤ではゴールドスタインの声が羊の鳴き声になり、その顔が羊に変わり、さらに軽機関銃を掃射して突進する兵士へと変わる。ところがその瞬間、兵士の顔は黒い髪と黒い口髭の「ビッグ・ブラザー」の落ち着きに満ちた顔へと変わり、直前まで恐怖していた人々は一斉に安堵のため息を漏らす。「ビッグ・ブラザー」の顔が消え、「戦争は平和である　自由は屈従である　無知は力である」のスローガンが現れても党員たちの感動は収まらず、陶酔したように「ビッグ・ブラザー」（Big Brother）の略である「B-B! B-B!」の低い合唱を続ける。
党外局員ウィンストンはここで起きる憤怒を抽象的で方向を持たない激情だと述べ、憎悪を「ビッグ・ブラザー」や党や思想警察のほうへ向けてみたり、青年反セックス連盟の印である深紅の腰帯を巻いた女性党員に向けてみたりする。しかし彼はうすら寒さや恐怖を感じつつも、周囲に同化して怒声を張り上げずにはいられない。ウィンストンは二分間憎悪のさなか、物語の重要な登場人物である党内局員（エリート）のオブライエンと視線が合い、その瞬間にオブライエンも同じような疑問を持っている同志かもしれないという印象を持つようになる。

## 発想源
オーウェルが描くような「儀式」は、この小説が書かれた時期の直前まで行われていた第二次世界大戦のプロパガンダ映画上映における敵への軽蔑や憎悪、あるいは独裁国家での指導者への個人崇拝などさまざまなものが反映している。「二分間憎悪」という用語もオーウェルの発明によるものでなく第一次世界大戦時の表現に由来している。当時のイギリスの風刺家たちは、ドイツで行われているイギリス国家に対する憎悪やすべてのイギリス的なものに対する憎悪のキャンペーンに対し、プロイセンの家庭ではみんなが食卓を囲んで「日課の憎悪」をしているのだろうと想像している。さらに、双方の砲兵が短時間の砲撃を日課のように行って敵の作業を妨害することも「二分間の憎悪」（two minutes' hate）と呼ばれていた。